# Olympiske medaljevindere i håndbold (kvinder)
 For alternative betydninger, se Olympiske medaljevindere i håndbold. (Se også artikler, som begynder med Olympiske medaljevindere i håndbold)
Dette er en liste over olympiske medaljevindere i håndbold for kvinder. Kvinderne har deltaget i den olympiske håndboldturnering siden 1976.

## Medaljevindere
| Mesterskaber                | Guld | Sølv | Bronze |
| --------------------------- | --- | --- | --- |
| 1976 i Montreal detaljer    | Sovjetunionen (URS) Lyubov Odynokova Lyudmyla Bobrus Aldona Česaitytė Tetyana Hlushchenko Larysa Karlova Mariya Litoshenko Nina Lobova Tetyana Kocherhina Lyudmyla Panchuk Rafiga Shabanova Nataliya Tymoshkina Ljudmila Sjubina Zinaida Turchyna Halyna Zakharova                                                                 | Østtyskland (GDR) Gabriele Badorek Hannelore Burosch Roswitha Krause Waltraud Kretzschmar Evelyn Matz Liane Michaelis Eva Paskuy Kristina Richter Christina Rost Silvia Siefert Marion Tietz Petra Uhlig Christina Voß Hannelore Zober                                                                                          | Ungarn (HUN) Éva Angyal Mária Berzsenyi Ágota Bujdosó Klára Csík Zsuzsanna Kézi Katalin Laki Rozália Lelkes Márta Megyeri Ilona Nagy Marianna Nagy Erzsébet Csajbók Amália Sterbinszky Borbála Tóth Harsányi Mária Vadász                                                                              |
| 1980 i Moskva detaljer      | Sovjetunionen (URS) Larysa Karlova Tetyana Kocherhina Valentyna Lutayeva Aldona Nenėnienė Lyubov Odynokova Iryna Palchykova Ljudmila Poradnyk Yuliya Safina Larisa Savkina Sigita Strečen Nataliya Tymoshkina Zinaida Turchyna Olha Zubaryeva                                                                                      | Jugoslavien (YUG) Svetlana Anastasovska Mirjana Đurica Radmila Drljača Katica Ileš Slavica Jeremić Svetlana Kitić Jasna Kolar-Merdan Vesna Milošević Mirjana Ognjenović Vesna Radović Radmila Savić Ana Titlić Biserka Višnjić Zorica Vojinović                                                                                 | Østtyskland (GDR) Birgit Heinecke Roswitha Krause Waltraud Kretzschmar Katrin Krüger Kornelia Kunisch Evelyn Matz Kristina Richter Christina Rost Sabine Röther Renate Rudolph Marion Tietz Petra Uhlig Claudia Wunderlich Hannelore Zober                                                             |
| 1984 i Los Angeles detaljer | Jugoslavien (YUG) Svetlana Anastasovska Alenka Cuderman Svetlana Dašić-Kitić Slavica Đukić Dragica Đurić Mirjana Đurica Emilija Erčić Ljubinka Janković Jasna Kolar-Merdan Ljiljana Mugoša Svetlana Mugoša-Antić Mirjana Ognjenović Zorica Pavićević Jasna Ptujec Biserka Višnjić                                                  | Sydkorea (KOR) Han Hwa-Soo Jeong Hyoi-Soon Jeung Soon-Bok Kim Choon-Rye Kim Kyung-Soon Kim Mi-Sook Kim Ok-Hwa Lee Soon-Ei Lee Young-Ja Shon Mi-Na Sung Kyung-Hwa Yoon Byung-Soon Yoon Soo-Kyung | Kina (CHN) Chen Zhen Gao Xiumin He Jianping Li Lan Liu Liping Liu Yumei Sun Xiulan Wang Linwei Wang Mingxing Wu Xingjiang Zhang Weihong Zhang Peijun Zhu Juefeng |
| 1988 i Seoul detaljer       | Sydkorea (KOR) Han Hyun-Sook Ki Mi-Sook Kim Choon-Rye Kim Hyun-Mee Kim Kyung-Soon Kim Myung-Soon Lee Ki-Soon Lim Mi-Kyung Shon Mi-Na Song Ji-Hyun Suk Min-Hee Sung Kyung-Hwa Lee Mi-Young | Norge (NOR) Kjerstin Andersen Berit Digre Marthe Eliasson Susann Goksør Trine Haltvik Hanne Hegh Hanne Hogness Vibeke Johnsen Kristin Midthun Karin Pettersen Karin Singstad Annette Skotvoll Ingrid Steen Heidi Sundal Cathrine Svendsen                                                                                       | Sovjetunionen (URS) Natalya Anisimova Maryna Bazhanova Tatyana Dzhandzhgava Elina Guseva Tetyana Horb Larysa Karlova Natalya Lapitskaya Svitlana Mankova Nataliya Matryuk Natalya Morskova Olena Nemashkalo Nataliya Rusnachenko Olha Semenova Yevheniya Tovstohan Zinaida Turchyna                    |
| 1992 i Barcelona detaljer   | Sydkorea (KOR) Cha Jae-Kyung Han Hyun-Sook Han Sun-Hee Hong Jeong-Ho Jang Ri-Ra Kim Hwa-Sook Lee Ho-Youn Lee Mi-Young Lim O-Kyeong Min Hye-Sook Moon Hyang-Ja Nam Eun-Young Oh Sung-Ok Park Jeong-Lim Park Kap-Sook | Norge (NOR) Hege Frøseth Tonje Sagstuen Hanne Hogness Heidi Sundal Susann Goksør Cathrine Roll-Matthiesen Mona Dahle Siri Eftedal Henriette Henriksen Ingrid Steen Karin Pettersen Annette Skotvoll Kristine Duvholt Havnås Heidi Tjugum                                                                                        | Blandede hold (EUN) Natalya Anisimova Maryna Bazhanova Svetlana Bogdanova Galina Borzenkova Natalya Deryugina Tatyana Dzhandzhgava Ljudmila Gudz Elina Guseva Tetyana Horb Larisa Kiselyova Natalya Morskova Galina Onoprienko Svetlana Pryakhina                                                      |
| 1996 i Atlanta detaljer     | Danmark (DEN) Anja Andersen Camilla Andersen Kristine Andersen Heidi Astrup Tina Bøttzau Marianne Florman Conny Hamann Anja Hansen Anette Hoffman Tonje Kjærgaard Janne Kolling Susanne Lauritsen Gitte Madsen Lene Rantala Gitte Sunesen Anne Dorthe Tanderup                                                                     | Sydkorea (KOR) Cho Eun-Hee Han Sun-Hee Hong Jeong-Ho Huh Soon-Young Kim Cheong-Sim Kim Eun-Mi Kim Jeong-Mi Kim Mi-Sim Kim Rang Kwag Hye-Jeong Lee Sang-Eun Lim O-Kyeong Moon Hyang-Ja Oh Seong-ok Oh Yong-Ran Park Jeong-Lim | Ungarn (HUN) Éva Erdős Andrea Farkas Beáta Hoffmann Anikó Kántor Erzsébet Kocsis Beatrix Kökény Eszter Mátéfi Auguszta Mátyás Anikó Meksz Anikó Nagy Helga Németh Ildikó Pádár Beáta Siti Anna Szántó Katalin Szilágyi Beatrix Tóth                                                                    |
| 2000 i Sydney detaljer      | Danmark (DEN) Lene Rantala Camilla Andersen Tina Bøttzau Janne Kolling Tonje Kjærgaard Karen Brødsgaard Katrine Fruelund Maja Grønbæk Christina Hansen Anette Hoffman Lotte Kiærskou Karin Mortensen Anja Nielsen Rikke Petersen Mette Vestergaard                                                                                 | Ungarn (HUN) Beatrix Balogh Rita Deli Ágnes Farkas Andrea Farkas Anikó Kántor Beatrix Kökény Anita Kulcsár Dóra Lőwy Anikó Nagy Ildikó Pádár Katalin Pálinger Krisztina Pigniczki Bojana Radulović Judit Simics Beáta Siti | Norge (NOR) Kristine Duvholt Havnås Trine Haltvik Heidi Tjugum Susann Goksør Bjerkrheim Ann Cathrin Eriksen Kjersti Grini Elisabeth Hilmo Mia Hundvin Tonje Larsen Cecilie Leganger Jeanette Nilsen Marianne Rokne Birgitte Sættem Monica Sandve Birgitte Sættem                                       |
| 2004 i Athen detaljer       | Danmark (DEN) Louise Nørgaard Rikke Skov Henriette Mikkelsen Mette Vestergaard Rikke Jørgensen Camilla Thomsen Karin Mortensen Lotte Kiærskou Trine Jensen Katrine Fruelund Rikke Schmidt Kristine Andersen Karen Brødsgaard Line Daugaard Josephine Touray                                                                        | Sydkorea (KOR) Oh Yong-Ran Woo Sun-Hee Huh Soon-Young Lee Gong-Joo Jang So-Hee Kim Hyun-Ok Kim Cha-Youn Oh Seong-ok Huh Young-Sook Moon Kyeong-Ha Lim O-Kyeong Lee Sang-Eun Myoung Bok-Hee Choi Im-jeong Moon Pil-Hee | Ukraine (UKR) Nataliya Borysenko Ganna Burmystrova Tetyana Shynkarenko Maryna Vergelyuk Olena Yatsenko Ganna Siukalo Olena Radchenko Olena Tsygitsa Galyna Markushevska Lyudmyla Shevchenko Iryna Honcharova Nataliya Lyapina Anastasiya Borodina Larysa Zaspa Oxana Rayhel                            |
| 2008 i Beijing detaljer     | Norge (NOR) Ragnhild Aamodt Karoline Dyhre Breivang Marit Malm Frafjord Gro Hammerseng Katrine Lunde Haraldsen Kari Aalvik Grimsbø Kari Mette Johansen Tonje Larsen Kristine Lunde Else-Marthe Sørlie Lybekk Tonje Nøstvold Katja Nyberg Linn-Kristin Riegelhuth Gøril Snorroeggen                                                 | Rusland (RUS) Jekaterina Andrjusjina Irina Bliznova Yelena Dmitriyeva Anna Kareyeva Ekaterina Marennikova Yelena Polenova Irina Poltoratskaya Liudmila Postnova Oxana Romenskaya Natalia Shipilova Maria Sidorova Inna Suslina Emilija Turej Yana Uskova                                                                        | Sydkorea (KOR) An Jung-Hwa Bae Min-Hee Choi Im-jeong Hong Jeong-Ho Huh Soon-Young Kim Cha-Youn Kim Nam-Sun Kim On-A Lee Min-Hee Moon Pil-Hee Oh Seong-ok Oh Yong-Ran Park Chung-Hee Song Hai-Rim |
| 2012 i London detaljer      | Norge (NOR) Kari Aalvik Grimsbø Karoline Næss Ida Alstad Heidi Løke Tonje Nøstvold Karoline Dyhre Breivang Kristine Lunde-Borgersen Kari Mette Johansen Marit Malm Frafjord Linn Jørum Sulland Katrine Lunde Haraldsen Linn-Kristin Riegelhuth Koren Gøril Snorroeggen Amanda Kurtović Camilla Herrem                              | Montenegro (MNE) Marina Vukčević Radmila Miljanić Jovanka Radičević Ana Đokić Marija Jovanović Ana Radović Anđela Bulatović Sonja Barjaktarović Maja Savić Bojana Popović Jasna Tošković Suzana Lazović Katarina Bulatović Majda Mehmedović Milena Knežević                                                                     | Spanien (ESP) Andrea Barnó Carmen Martín Nely Carla Alberto Beatriz Fernández Verónica Cuadrado Marta Mangué Macarena Aguilar Silvia Navarro Jessica Alonso Elisabeth Chávez Elisabeth Pinedo Begoña Fernández Vanessa Amorós Patricia Elorza Mihaela Ciobanu                                          |
| 2016 i Rio de Janeiro       | Rusland (RUS) Anna Sedoykina Polina Kuznetsova Daria Dmitrieva Anna Sen Olga Akopyan Anna Vjakhireva Marina Sudakova Vladlena Bobrovnikova Victoria Zhilinskayte Yekaterina Marennikova Irina Bliznova EJekaterina Ilina Maja Petrova Tatyana Yerokhina Viktorija Kalinina                                                         | Frankrig (FRA) Laura Glauser Blandine Dancette Camille Ayglon Allison Pineau Laurisa Landre Grâce Zaadi Marie Prouvensier Amandine Leynaud Manon Houette Siraba Dembélé Chloé Bulleux Béatrice Edwige Estelle Nze Minko Gnonsiane Niombla Alexandra Lacrabère                                                                   | Norge (NOR) Kari Aalvik Grimsbø Mari Molid Emilie Hegh Arntzen Ida Alstad Veronica Kristiansen Heidi Løke Nora Mørk Stine Bredal Oftedal Marit Malm Frafjord Katrine Lunde Linn-Kristin Riegelhuth Koren Amanda Kurtović Camilla Herrem Sanna Solberg                                                  |
| 2020 Tokyo                  | Frankrig (FRA) · Méline Nocandy · Blandine Dancette · Pauline Coatanea · Chloé Valentini · Allison Pineau · Coralie Lassource · Grâce Zaadi Deuna · Amandine Leynaud · Kalidiatou Niakaté · Cléopâtre Darleux · Océane Sercien-Ugolin · Laura Flippes · Béatrice Edwige · Pauletta Foppa · Estelle Nze Minko · Alexandra Lacrabère | Ruslands Olympiske Komité (ROC) · Anna Sedoykina · Polina Kuznetsova · Polina Gorshkova · Daria Dmitrieva · Anna Sen · Anna Vyakhireva · Polina Vedekhina · Vladlena Bobrovnikova · Kseniya Makeyeva · Elena Mikhaylichenko · Olga Fomina · Ekaterina Ilina · Yulia Managarova · Antonina Skorobogatchenko · Victoriya Kalinina | Norge (NOR) · Henny Reistad · Veronica Kristiansen · Marit Malm Frafjord · Stine Skogrand · Nora Mørk · Stine Bredal Oftedal · Silje Solberg · Kari Brattset Dale · Katrine Lunde · Marit Røsberg Jacobsen · Camilla Herrem · Sanna Solberg-Isaksen · Kristine Breistøl · Marta Tomac · Vilde Johansen |
| 2024 Paris                  | | | |